# Ťiang-süe
Ťiang-süe (čínsky pchin-jinem jiǎngxué, znaky zjednodušené 讲学, tradiční 講學; česky debaty o učení) byly v sungském, mingském a čchingském období (12.–19. století) diskuze v konfuciánských akademiích i mimo ně o vnitřním mravním sebezdokonalování.  
Besedy a diskuze zvané ťiang-süe se staly významným vzdělávacím prostředkem ve 12. století v říši Jižní Sung, v souvislosti s rozvojem neokonfucianismu a vznikem a rozmachem soukromých konfuciánských akademií. V debatách si učenci a vzdělanci z akademií i mimo ně ujasňovali své pojetí konfuciánství, a tříbili názory na to, jak se stát ušlechtilým mužem, jak docílit morálního zdokonalení. Diskuze se nekonaly jen v akademiích, zejména pro větší shromáždění byly vhodnějšími prostory i buddhistické nebo taoistické chrámy a kláštery.
V první třetině 16. století získaly diskuze ťiang-süe na masové popularitě. Wang Jang-mingův žák Wang Ken, původem obchodník se solí, pomocí nich šířil učení svého mistra mezi široké vrstvy obyvatelstva. Nebyly to ovšem už debaty učenců, Wang Ken přednášel, nebo spíše kázal, na mnohasetčlenných shromážděních lidí ze všech společenských vrstev, rolníků, řemeslníků, obchodníků. Vzdělanci, džentry, se vesměs na lidové vůdce, kázající obyvatelstvu o filozofii a správném životě, dívali s podezřením a nepřátelstvím, jako na konkurenty snažící se zaujmout jejich pozice elity vládnoucí lidu. Sami vzdělanci se zapojovali do diskuzí ťiang-süe mezi sebou. 
Od poloviny 16. století tyto debaty získaly politický nádech, když někteří přední úředníci (jako první Sü Ťie), kteří se podíleli na organizaci jak menších debat, tak rozsáhlých shromáždění o stovkách účastníků trvajících několik týdnů, začali kontakty a přátelství vzniklá v diskuzích využívat k budování sítí politické podpory. Od začátku 70. let tehdejší přední politici (Kao Kang a Čang Ťü-čeng) viděli v debatách a v nich vznikajících politických spojenectvích ohrožení své politiky a potlačovali je. Mimo jiné prosadili zákaz účasti na debatách pro místní úředníky odpovědné za vzdělávání. Diskuzní hnutí znovu ožilo na početných shromážděních od počátku 17. století, zásluhou stoupenců učení akademie Tung-lin, nyní ovšem bylo vědomě omezené na džentry, s vyloučením jiných společenských vrstev. Od konce 20. let 17. století pak v mingské říši debaty ťiang-süe zažily nový rozmach v souvislostí s ustavením Společnosti fu-še (Společnost pro obrodu). Ve druhé polovině 17. století, po dobytí Číny říší Čching, se debaty ťiang-süe dostaly pod pevnou kontrolu vlády.